# Renaud du Châtelet
V. Renaud du Châtelet, mort le 22 mars 1429, fut chevalier, seigneur du Châtelet, de Deuilly en partie, de Removille, de Theullieres, bailli de Bassigny. Il est le fils d'Erard du Châtelet et d'Odette de Chauvirey.

## Mariage et enfants
Il épousa Jeanne de Chauffour et eut pour enfants :
1. Erard, qui suit
2. Gérard, Chevalier, seigneur de Rancé, épousa Ildegarde de Bouxieres
3. Philibert, auteur de la branche de Sorcy,
4. Béatrix, épousa Pierre de Beauffremont
5. Isabelle, épousa Simon d'Anglure, seigneur d'Estoges et de Domjeux

## Sources
- Dictionnaire de la noblesse, Badier, 1772
- Histoire généalogique de la maison du Châtelet de Dom Calmet, Nancy, 1741 ;